# Maschinenfabrik G.W. Barth

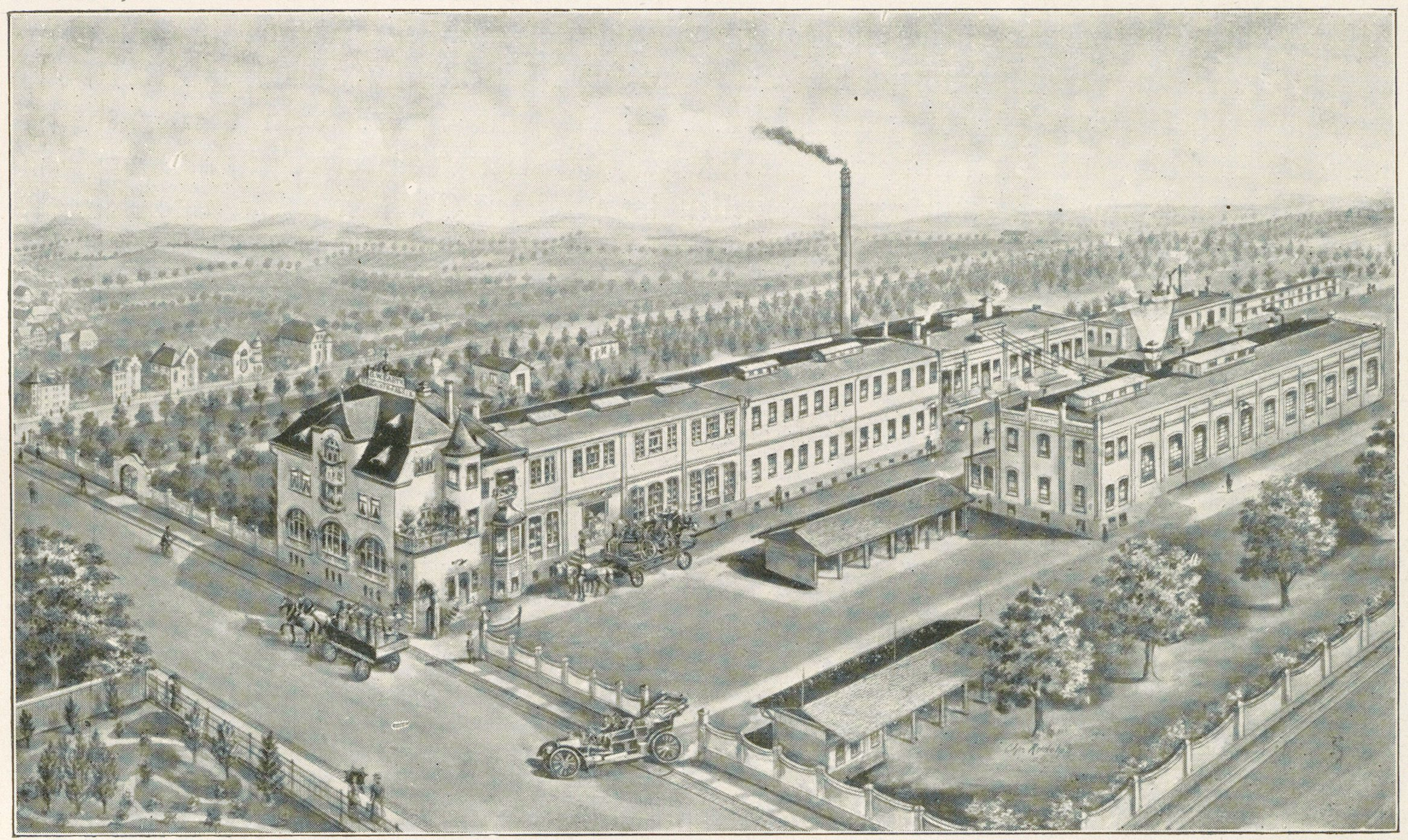
Maschinenfabrik G.W. Barth 1909. Damals noch auf der grünen Wiese gebaut, wurde die Fabrik über die Jahre vom Wohnungsbau eingeholt.

Die Maschinenfabrik G.W. Barth war ein Hersteller von Röstmaschinen für Kaffee und Kakao sowie eine Eisengießerei in Ludwigsburg. Das Unternehmen bestand 100 Jahre lang von 1880 bis 1980.

## Geschichte

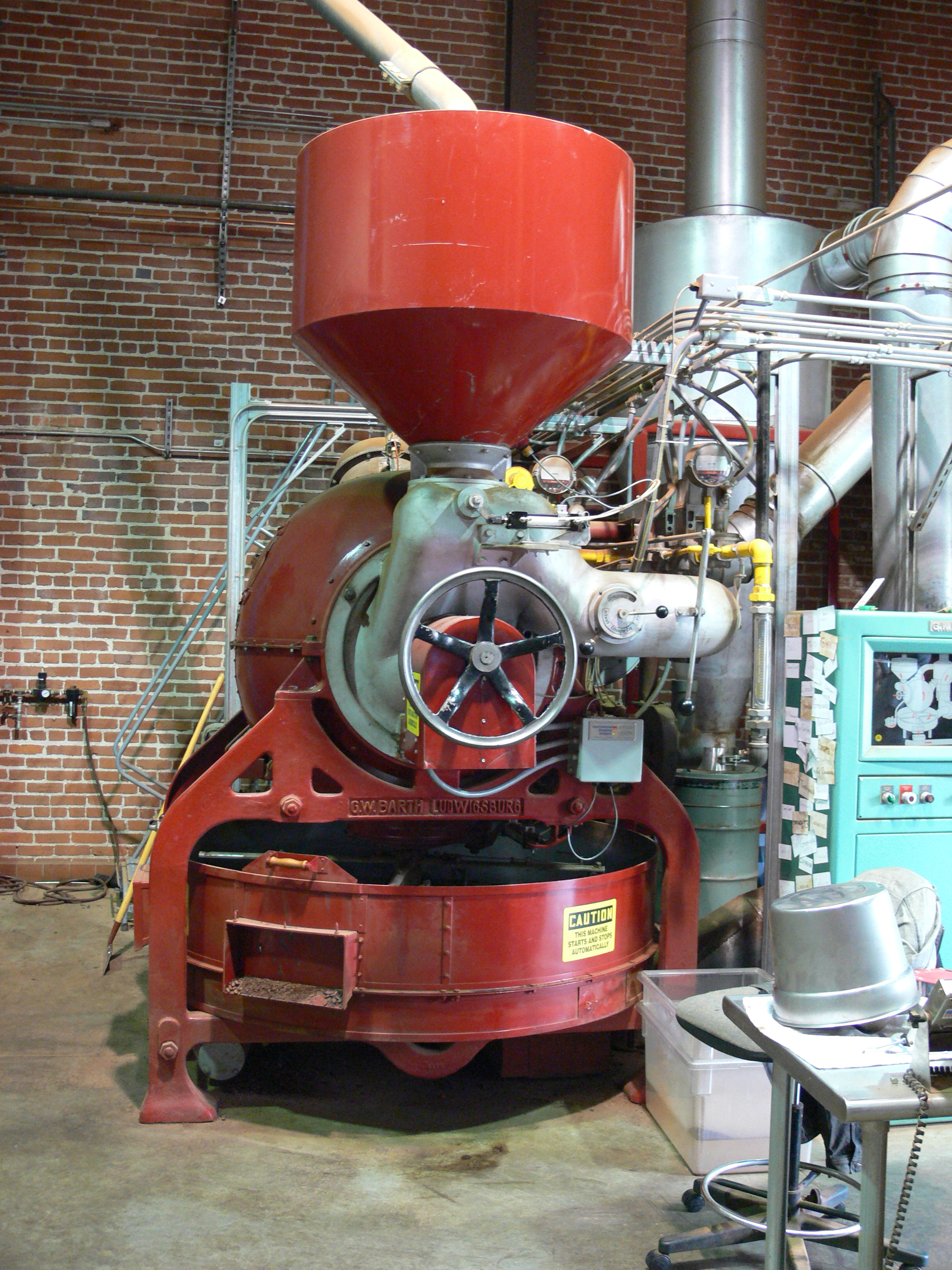
Kugelröstmaschine Sirocco bei Scharffen Berger Chocolate Maker in Berkeley

### Gründung durch Joseph Haag
In den 1880er Jahren wurde das Unternehmen von Joseph Haag als Fabrik für patentierte Sicherheitsröster Josef Haag in Ludwigsburg gegründet. Die Firma baute Röstmaschinen für Kaffee, Kakao, Zichorien, Malz, Getreide und Kornkaffee, sowie Erdnüsse.

### Unter Georg Wilhelm Barth
Georg Wilhelm Barth (* 28. Mai 1858 in Göppingen, † 29. November 1929 in Ludwigsburg) besuchte die Lateinschule in Göppingen und absolvierte eine kaufmännische Lehre. 1882 kam Barth nach Ludwigsburg zu dem Zichorien-Hersteller Heinrich Franck Söhne, bevor er Teilhaber der Maschinenfabrik wurde. Barth gehörte dem Ludwigsburger Gemeinderat an und war Vorstand der Ortskrankenkassen.

Im Jahr 1890 trat Barth als Gesellschafter in das Unternehmen ein. Fortan firmierte es unter Fabrik für Patent-Sicherheits-Röster G.W. Barth.

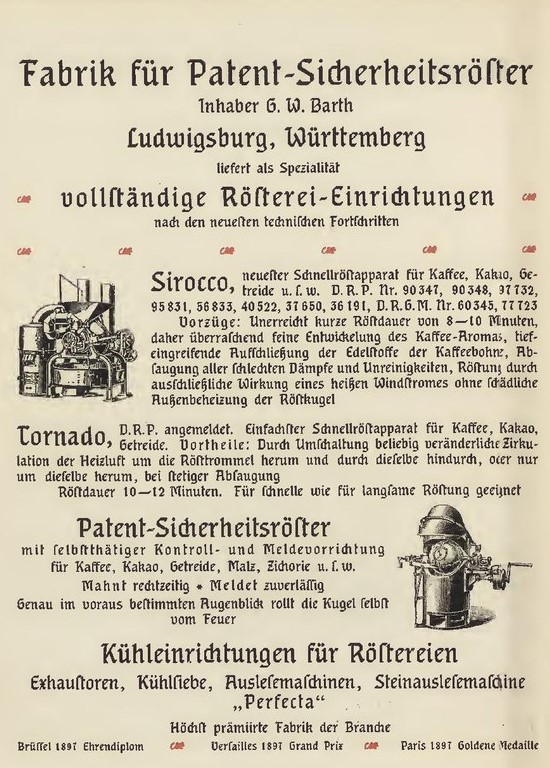
Pariser Weltausstellung 1900

In den folgenden Jahren erweiterte man das Produktportfolio um die Kugelröstmaschine Sirocco zur Röstung von Kaffee- und Kakaobohnen, die aufgrund ihrer stabilen Bauart teilweise noch heute von Schokoladenherstellern eingesetzt wird. Für dieses Produkt wird das Unternehmen auf der Weltausstellung in Brüssel im Jahre 1897 mit einem Ehrendiplom, in Versaille mit einem Grand-Prix und in Paris mit einer goldenen Medaille ausgezeichnet.
Barth baute in den Jahren 1897/98 auf dem Firmengelände an der Martin-Luther-Straße ein villenartiges Wohn- und Geschäftshaus, das heute unter Denkmalschutz steht. 1908 wurde zunächst für den eigenen Bedarf eine Eisengießerei am Standort in Betrieb genommen. Das Unternehmen befand sich noch am Stadtrand auf der grünen Wiese.
1922 entstand entlang der Martin-Luther-Straße eine markante Montagehalle für Röstmaschinen, in der sich heute das Cafe und Restaurant Ludwigsburger Markthalle befindet.

### Unter Carl Schaefer
Barths Schwiegersohn Dr. med. Carl Schaefer trat 1919 als Gesellschafter in die Firma mit ein und gab seinen Beruf als Arzt, den er von 1913 bis 1919 ausübte, auf.
Nach dem Tod von Barth im Jahr 1929 führte er das Unternehmen erfolgreich weiter und erwarb sich in Ludwigsburg großes Ansehen: Er war zu verschiedenen Zeiten Mitglied des Gemeinderates und des Kreistages, Vorsitzender der FDP/FWV-Fraktion, gehörte dem Landtag als Vizepräsident an und war Präsident der Industrie- und Handelskammer in Ludwigsburg. Eine große Berufsschule trägt den Namen Carl-Schaefer-Schule.

### Unter Gerhard Raff
1970, nach Carl Schaefers Tod übernahm sein Schwiegersohn, Diplomingenieur Gerhard Raff, die Geschäftsführung. Die Gesellschaftsanteile blieben bei seiner Frau, Rosemarie Raff, geb. Schaefer. Die Gesellschaft wurde in die Kommanditgesellschaft G.W. Barth Ludwigsburg GmbH & Co. umgewandelt. Alleinige Kommanditistin wurde Raffs Ehefrau Rosemarie Schaefer mit einer Kommanditeinlage von 1 Mio. DM.
Raff hatte als Geschäftsführer keine glückliche Hand. Er sah den Kernbereich des Unternehmers in der Eisengießerei, ohne jedoch notwendige Investitionen vorzunehmen. In der Maschinenfabrik arbeitete das Unternehmen mit einem überalterten Maschinenpark, in den seit über zwei Jahrzehnten keine wesentlichen Investitionen mehr getätigt wurden. Die in einem Mischgebiet liegende Gießerei führte zu erheblichen Klagen der Nachbarschaft wegen Schmutz und Lärmemissionen. Der Gemeinderat der Stadt Ludwigsburg erließ deshalb einen Beschluss über die Aufstellung eines Bebauungsplanes, wonach das Gelände von einem Gewerbe- in ein Wohngebiet umgezont werden sollte.

### Der Konkurs
Gerhard Raff stellte im August 1980 beim Amtsgericht Ludwigsburg Insolvenzantrag. Als Konkursverwalter wurde der Stuttgarter Rechtsanwalt Dr. Volker Grub bestellt. Das Unternehmen beschäftigte zu diesem Zeitpunkt
- 109 gewerbliche Arbeitnehmer in der Gießerei,
- 52 gewerbliche Arbeitnehmer in der Maschinenfabrik sowie
- 49 Angestellte in der Verwaltung.

Im Jahre 1979 hatte die Gießerei einen Jahresumsatz von 8,2 Mio. DM und die Maschinenfabrik von 6,5 Mio. DM. Die Insolvenzforderungen, die bis zum Zeitpunkt der Konkurseröffnung aufgelaufen sind, beliefen sich auf 9,1 Mio. DM.
Wegen Umweltauflagen und fehlender Investitionen musste der Konkursverwalter die Gießerei stilllegen. Den Bereich der Maschinenfabrik, mit dem Röstmaschinenprogramms veräußerte er an den damaligen technischen Geschäftsführer Karl Mayer-Potschak im Wege eines Management-Buy-outs.

### Verwertung des Firmengeländes

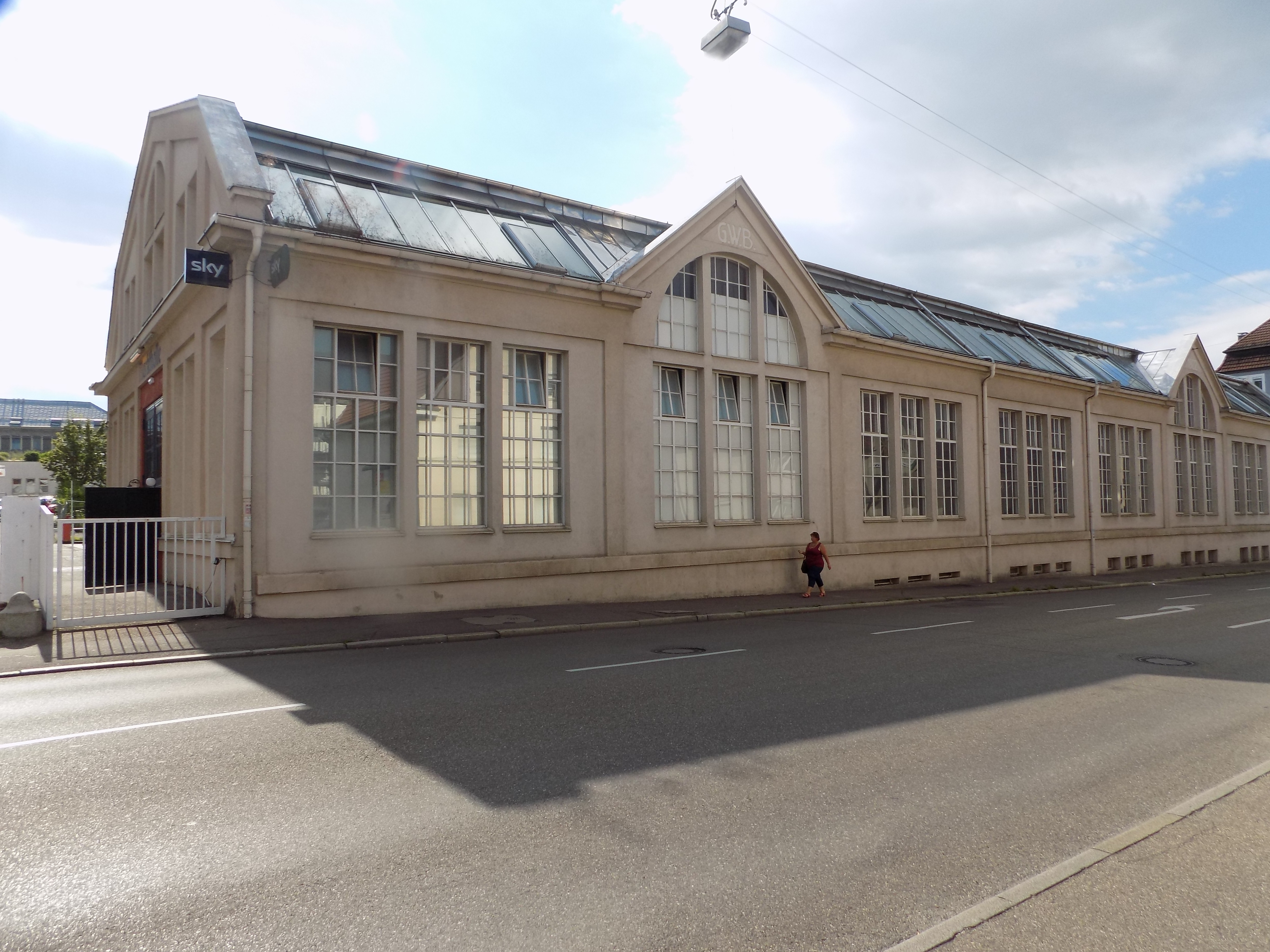
Ehemalige Montagehalle G.W. Barth

Die Verwertung des 2,9 Hektar großen Firmengeländes, zentral in Ludwigsburg an der Martin-Luther-Straße gelegen, erstreckte sich über neun Jahre. Die Stadtverwaltung Ludwigsburg unter Oberbürgermeister Dr. Otfried Ulshöfer konnte sich nicht entscheiden, ob das Gelände künftig gewerblich oder für den Wohnungsbau genutzt werden sollte. Bauplätze für den Wohnungsbau in den Außenbezirken von Ludwigsburg warteten auf Käufer und die Stadtverwaltung zögerte. Erst als im Dezember 1984 Hans Jochen Henke als neuer Oberbürgermeister antrat, gab es Bewegung. Die Stadt entschied, zwei Drittel des Geländes sollten weiterhin gewerblich und ein Drittel für den Wohnungsbau genutzt werden. Erst dann konnte das Grundstück mit einem Kaufvertrag vom 28. Mai 1987 an den Münchner Immobilienunternehmer Alfons Doblinger zu einem Kaufpreis von 8,5 Millionen DM veräußert werden.
Für die Gläubiger der Firma G.W. Barth bedeutete dies noch eine Konkursquote von 29 Prozent im Jahr 1988.

### Unter Karl Mayer-Potschak
Mit zwei weiteren Partnern führte Mayer-Potschak unter einer neugegründeten Firma G.W. Barth Ludwigsburg GmbH die Maschinenfabrik erfolgreich fort. Mayer-Potschak gelang es, das Unternehmen zum Weltmarktführer in Kakaoröstmaschinen zu entwickeln und verkaufte die Röstanlagen weltweit. Im Jahre 1988 siedelte das Unternehmen in einen Neubau im nahegelegenen Freiberg am Neckar um. Es bezog dort ein zweigeschossiges Verwaltungsgebäude und eine Fertigungshalle und beschäftigte 50 Arbeitnehmer.

### Im Besitz der Bühler Group
Im Jahre 2007 wurde das Unternehmen von dem Weltmarktführer für Prozesstechnologien für die Herstellung von Lebensmitteln, der Bühler Group in Uzwil in der Schweiz, übernommen. Seit 2007 lautet die Firmierung Bühler Barth GmbH.

## Gebäude in Ludwigsburg

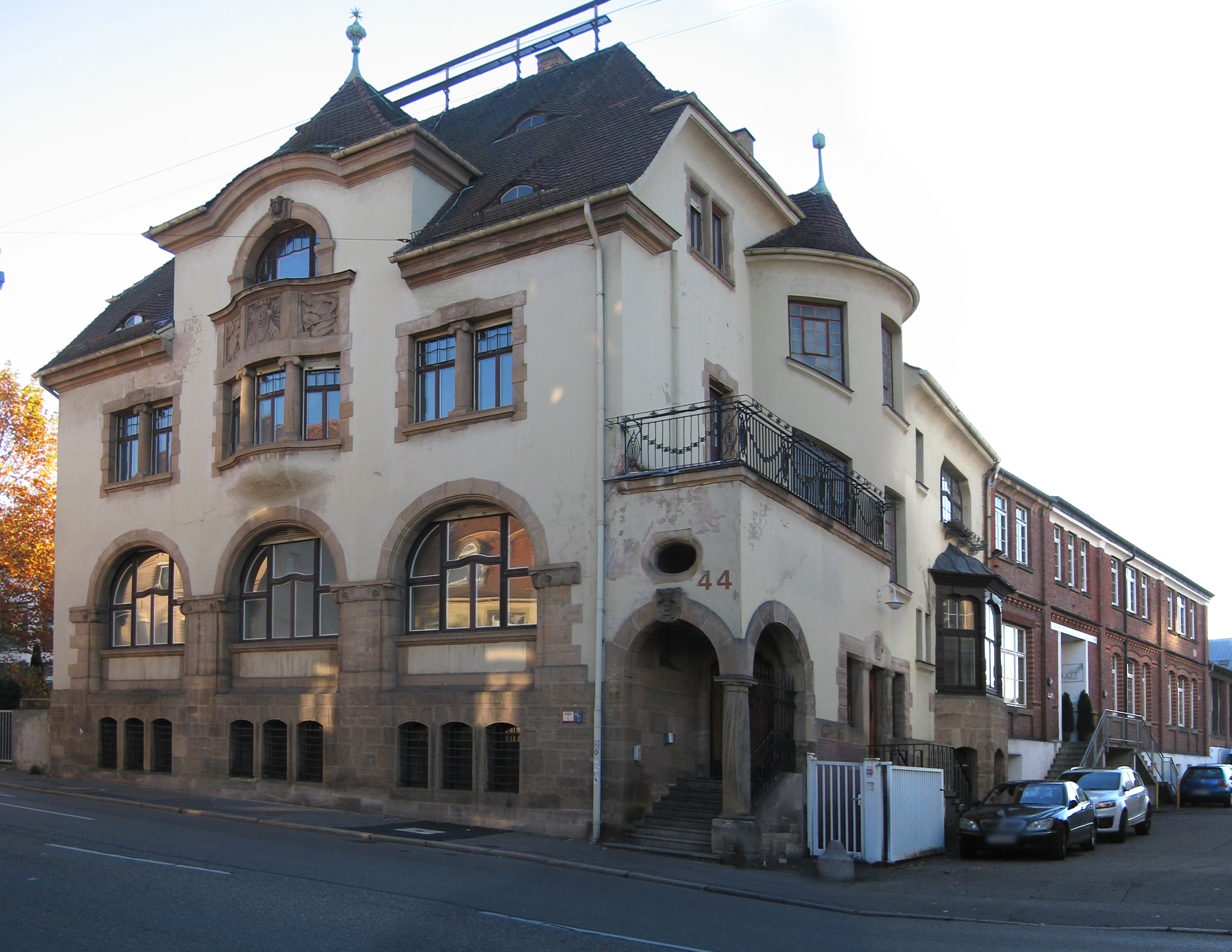
Villa der Maschinenfabrik G.W. Barth in Ludwigsburg

Die Gebäude der ehemaligen Maschinenfabrik G.W. Barth in Ludwigsburg bilden ein unter Denkmalschutz stehendes Ensemble an der Kreuzung Martin-Luther-Straße/Hoferstraße.
Ein Mittelrisalit, der in das Dach hineinreicht, dominiert die dreiachsige Villa, die 1904/05 vom Architekten Friedrich Haußer im Stil des Historismus errichtet wurde. Ein bereits 1890 errichtetes, weiteres Wohngebäude rundet mit einer 1922 erstellten, frei stehenden Montagehalle das Ensemble ab.